# Personaggi di Teenage Robot
Questa è una lista dei personaggi della serie animata Teenage Robot.

## Personaggi principali

### Jenny
Jenny, conosciuta anche con il nome di Xj9, è una robot con un cuore da teenager progettata per difendere la Terra dal male, ma che vorrebbe diventare una ragazza normale. A causa della sua voglia di fare quello che fanno tutti gli adolescenti, entra spesso in conflitto con la scienziata che l'ha creata, Nora Wakeman (alias: Mamma): infatti, la madre vorrebbe che salvasse il mondo, non che perda tempo a fare quello che fanno i Teenager! I suoi migliori amici sono Brad Carbunkle e Tuck Carbunkle, con cui passa la maggior parte del tempo. Jenny è solo l'ultima di una lunga catena di prototipi: Xj1, Xj2, Xj3, Xj4, Xj5, Xj6, Xj7 ed Xj8.

### Nora Wakeman
La Dottoressa Norene Wakeman è la persona che ha progettato Jenny. Quando era giovane, si arruolò nella Polizia Aerea (Skyway Patrol) durante la 1ª Guerra Intergalattica. All'epoca, creò un robot progettato per distruggere tutte le armi che si trovava davanti: Armagedroid. Quest'ultimo sfuggì al suo controllo e fu costretto a distruggerlo. Nora ha creato Jenny non solo per difendere la Terra, ma anche per sostituire Armagedroid. Avendo dato ad Xj9 il carattere ribelle di una Teenager, la dottoressa entra spesso in conflitto con la robot ma alla fine capisce di essere non solo una grande scienziata...ma anche una buona madre.

### Brad Carbunkle
Brad "Bradley" Carbunkle è il fratello maggiore di Tuck Carbunkle. Brad è un sedicenne stufo della vita di tutti i giorni che si reputa molto fortunato ad avere Jenny come migliore amica, in quanto la robot lo trascina sempre in una qualche avventura mozzafiato. In un episodio, Brad si arruola nella Polizia Aerea (Skyway Patrol) per dimostrare all'amica-robot che anche lui sa cavarsela da solo. Riesce nel suo intento, ma spesso, nel resto della serie, Brad combina molti più guai nel tentativo di aiutare Jenny.

### Tuck Carbunkle
Tuck è il fratello minore di Brad Carbunkle. A differenza del fratello, Tuck è ansioso ed ha paura di molte cose, come definisce suo fratello: "Tuck ha paura di qualunque cosa lo superi di un palmo" . Non è un amante delle avventure ma è sempre pronto ad aiutare Jenny se ce ne bisogno: in certi casi si mostra anche più temerario del fratello. L'età di Tuck non viene mai rivelata, anche se i fan pensano che abbia intorno ai 7 anni.